# Vuelta a Murcia 2011
La Vuelta a Murcia 2011, trentunesima edizione della corsa valevole come prova del circuito UCI Europe Tour 2011 categoria 2.1, si svolse in tre tappe dal 4 al 6 marzo 2011 per un percorso totale di 374,3 km con partenza da San Pedro del Pinatar e arrivo a Murcia.
Inizialmente la corsa fu vinta dallo spagnolo della Saxo Bank-Sungard Alberto Contador, che concluse in 9h27'18". Successivamente, lo spagnolo fu squalificato per doping, e la vittoria assegnata al francese Jérôme Coppel, secondo nella classifica generale, cui furono assegnate la vittoria nella terza tappa e il successi finale nella classifica a punti. Al russo Denis Men'šov fu assegnata la vittoria della seconda tappa.
Al traguardo di Murcia 116 ciclisti completarono la corsa.

## Tappe
| Tappa  | Data    | Percorso                                 | km    | Vincitore di tappa             | Leader cl. generale            |
| ------ | ------- | ---------------------------------------- | ----- | ------------------------------ | ------------------------------ |
| 1ª     | 4 marzo | San Pedro del Pinatar > Alhama de Murcia | 178,7 | Michael Matthews               | Michael Matthews               |
| 2ª     | 5 marzo | Estrella de Levante > Sierra Espuña      | 183,2 | Alberto Contador Denis Men'šov | Alberto Contador Jérôme Coppel |
| 3ª     | 6 marzo | Murcia (Cron. individuale)               | 12,4  | Alberto Contador Jérôme Coppel | Alberto Contador Jérôme Coppel |
| Totale | Totale  | Totale                                   | 374,3 |                                |                                |

## Squadre e corridori partecipanti
| N.    | Cod. | Squadra                |
| ----- | ---- | ---------------------- |
| 1-7   | GEO  | Geox-TMC               |
| 11-17 | EUS  | Euskaltel-Euskadi      |
| 21-27 | MOV  | Movistar Team          |
| 31-37 | RAB  | Rabobank Cycling Team  |
| 41-47 | SBS  | Saxo Bank-Sungard      |
| 51-57 | SKY  | Sky Procycling         |
| 61-67 | GRM  | Team Garmin-Cervélo    |
| 71-77 | VCD  | Vacansoleil-DCM        |
| 81-87 | ACG  | Andalucía-Caja Granada |

| N.      | Cod. | Squadra                      |
| ------- | ---- | ---------------------------- |
| 91-97   | CJR  | Caja Rural                   |
| 101-107 | SAU  | Saur-Sojasun                 |
| 111-117 | SKS  | Skil-Shimano                 |
| 121-127 | UHC  | UnitedHealthcare Pro Cycling |
| 131-136 | KTM  | Arbö-Gebrüder Weiss-Obernd.  |
| 141-147 | EDR  | Endura Racing                |
| 151-157 | TKT  | KTM-Murcia                   |
| 161-167 | ESP  | Spagna                       |
| 171-177 | TIK  | Itera-Katusha                |

## Dettagli delle tappe

### 1ª tappa
- 4 marzo: San Pedro del Pinatar > Alhama de Murcia – 178,7 km

Risultati
| Pos. | Corridore         | Squadra        | Tempo    |
| ---- | ----------------- | -------------- | -------- |
| 1    | Michael Matthews  | Rabobank       | 4h26'09" |
| 2    | Russell Downing   | Sky Procycling | s.t.     |
| 3    | Davide Appollonio | Sky Procycling | s.t.     |

| Pos. | Corridore         | Squadra        | Tempo    |
| ---- | ----------------- | -------------- | -------- |
| 1    | Michael Matthews  | Rabobank       | 4h26'09" |
| 2    | Russell Downing   | Sky Procycling | s.t.     |
| 3    | Davide Appollonio | Sky Procycling | s.t.     |

### 2ª tappa
- 5 marzo: Estrella de Levante > Sierra Espuña – 183,2 km

Risultati
| Pos. | Corridore        | Squadra      | Tempo    |
| ---- | ---------------- | ------------ | -------- |
| SQ   | Alberto Contador | Saxo Bank    | 4h46'57" |
| 1    | Denis Men'šov    | Geox-TMC     | 4h47'02" |
| 2    | Jérôme Coppel    | Saur-Sojasun | s.t.     |

| Pos. | Corridore        | Squadra      | Tempo    |
| ---- | ---------------- | ------------ | -------- |
| SQ   | Alberto Contador | Saxo Bank    | 9h13'08" |
| 1    | Jérôme Coppel    | Saur-Sojasun | 9h13'08" |
| 2    | Denis Men'šov    | Geox-TMC     | s.t.     |

### 3ª tappa
- 6 marzo: Murcia – Cronometro individuale – 12,4 km

Risultati
| Pos. | Corridore        | Squadra      | Tempo  |
| ---- | ---------------- | ------------ | ------ |
| SQ   | Alberto Contador | Saxo Bank    | 14'10" |
| 1    | Jérôme Coppel    | Saur-Sojasun | 14'18" |
| 2    | Denis Men'šov    | Geox-TMC     | a 4"   |

| Pos. | Corridore        | Squadra      | Tempo    |
| ---- | ---------------- | ------------ | -------- |
| SQ   | Alberto Contador | Saxo Bank    | 9h27'18" |
| 1    | Jérôme Coppel    | Saur-Sojasun | 9h27'29" |
| 2    | Denis Men'šov    | Geox-TMC     | a 6"     |

## Evoluzione delle classifiche
| Tappa              | Vincitore                      | Classifica generale            | Classifica scalatori | Classifica a punti             | Classifica sprint | Classifica a squadre |
| ------------------ | ------------------------------ | ------------------------------ | -------------------- | ------------------------------ | ----------------- | -------------------- |
| 1ª                 | Michael Matthews               | Michael Matthews               | Laurent Mangel       | Michael Matthews               | Albert Timmer     | Skil-Shimano         |
| 2ª                 | Alberto Contador Denis Men'šov | Alberto Contador Jérôme Coppel | Laurent Mangel       | Alberto Contador Jérôme Coppel | Albert Timmer     | Geox-TMC             |
| 3ª                 | Alberto Contador Jérôme Coppel | Alberto Contador Jérôme Coppel | Laurent Mangel       | Alberto Contador Jérôme Coppel | Albert Timmer     | Geox-TMC             |
| Classifiche finali | Classifiche finali             | Alberto Contador Jérôme Coppel | Laurent Mangel       | Alberto Contador Jérôme Coppel | Albert Timmer     | Geox-TMC             |

## Classifiche finali

### Classifica generale
| Pos. | Corridore          | Squadra       | Tempo    |
| ---- | ------------------ | ------------- | -------- |
| SQ   | Alberto Contador   | Saxo Bank     | 9h27'18" |
| 1    | Jérôme Coppel      | Saur-Sojasun  | 9h27'29" |
| 2    | Denis Men'šov      | Geox-TMC      | a 6"     |
| 3    | Wout Poels         | Vacansoleil   | a 1'35"  |
| 4    | Fabio Duarte       | Geox-TMC      | a 1'36"  |
| 5    | Alexandre Geniez   | Skil-Shimano  | a 1'53"  |
| 6    | Fabrice Jeandesboz | Saur-Sojasun  | a 1'55"  |
| 7    | Francisco Pérez    | Movistar Team | a 2'01"  |
| 8    | David Blanco       | Geox-TMC      | a 2'10"  |
| 9    | Vasil Kiryienka    | Movistar Team | a 2'11"  |
| 10   | José Herrada       | Caja Rural    | a 2'17"  |

### Classifica a punti
| Pos. | Corridore        | Squadra        | Punti |
| ---- | ---------------- | -------------- | ----- |
| SQ   | Alberto Contador | Saxo Bank      | 51    |
| 1    | Jérôme Coppel    | Saur-Sojasun   | 41    |
| 2    | Denis Men'šov    | Geox-TMC       | 36    |
| 3    | Michael Matthews | Rabobank       | 28    |
| 4    | Russell Downing  | Sky Procycling | 20    |
| 5    | Vasil Kiryienka  | Movistar Team  | 15    |

### Classifica scalatori
| Pos. | Corridore        | Squadra      | Punti |
| ---- | ---------------- | ------------ | ----- |
| 1    | Laurent Mangel   | Saur-Sojasun | 15    |
| SQ   | Alberto Contador | Saxo Bank    | 10    |
| 2    | Denis Men'šov    | Geox-TMC     | 8     |
| 3    | Jérôme Coppel    | Saur-Sojasun | 6     |
| 4    | Martijn Keizer   | Vacansoleil  | 6     |
| 5    | Fabio Duarte     | Geox-TMC     | 5     |

### Classifica sprint
| Pos. | Corridore           | Squadra      | Punti |
| ---- | ------------------- | ------------ | ----- |
| 1    | Albert Timmer       | Skil-Shimano | 6     |
| 2    | Johannes Fröhlinger | Skil-Shimano | 4     |
| 3    | José Luis Roldán    | Andalucía    | 2     |
| 4    | Roy Curvers         | Skil-Shimano | 2     |
| 5    | Martijn Keizer      | Vacansoleil  | 2     |

### Classifica a squadre
| Pos. | Squadra                          | Tempo     |
| ---- | -------------------------------- | --------- |
| 1    | Geox-TMC                         | 28h25'45" |
| 2    | Saur-Sojasun                     | a 23"     |
| 3    | Saxo Bank-Sungard                | a 3'45"   |
| 4    | Vacansoleil-DCM Pro Cycling Team | a 4'24"   |
| 5    | Movistar Team                    | a 5'26"   |

## Nome
1. 1 2 3 4 5 6 7 8 9 10 11 12 13 14 15 16 17  In seguito alla squalifica di Contador per doping, in base alla sentenza del Tribunale Arbitrale dello Sport, allo spagnolo sono stati annullati tutti i risultati ottenuti dal 25 gennaio 2011. Si veda (EN) Press release: CAS decision in Contador case, in Uci.ch, 6 febbraio 2012. URL consultato l'11 febbraio 2012 (archiviato dall'url originale il 4 dicembre 2012)., (EN) Alberto Contador case: the consequences of the CAS ruling, in Uci.ch, 6 febbraio 2012. URL consultato l'11 febbraio 2012 (archiviato dall'url originale il 4 dicembre 2012).
2. ↑  La vittoria finale fu assegnata a Michele Scarponi, secondo nella classifica generale. Si veda al riguardo (EN) Vuelta Ciclista a la Region de Murcia (ESP/2.1), in Uci.ch. URL consultato il 13 febbraio 2013 (archiviato dall'url originale il 4 marzo 2016).